# العلامة برابو
العلامة برابو شاعر كانادي عاش في إقليم كرنتاكة بالهند في القرن الثاني عشر. وبرابو عبارة عن الأستاذ.

## روابط خارجية
- العلامة برابو على موقع ميوزك برينز (الإنجليزية)